# Wolfram Hänel

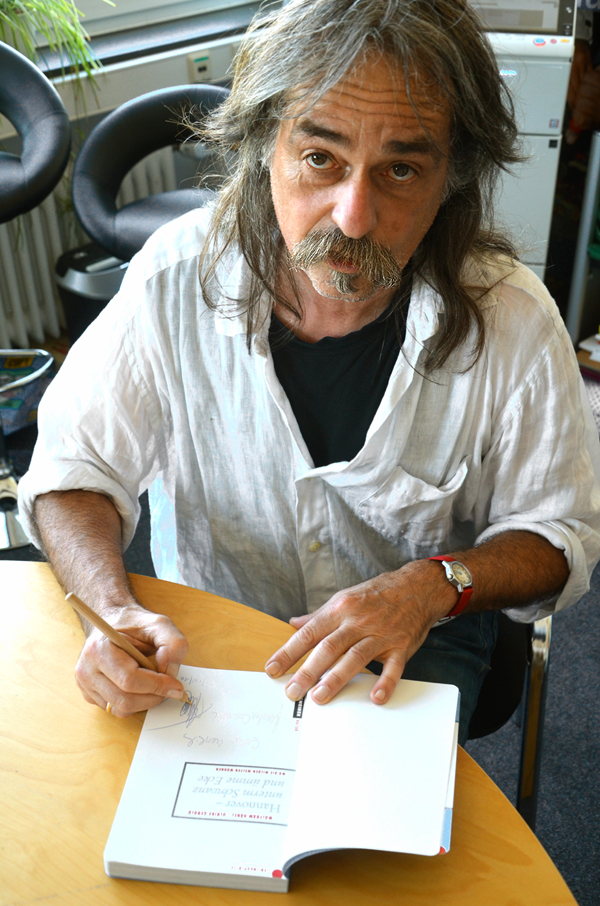
Wolfram Hänel beim Signieren eines seiner Bücher;
im August 2016 beim Freundeskreis Hannover

Wolfram Hänel (* 7. März 1956 in Fulda) ist ein deutscher Schriftsteller; er schreibt auch unter den Pseudonymen Jan Andersen, Kurt Appaz, Mary Padreigh, Giulia di Fano, Freda Wolff und Ulrike Wolff. Er wurde vor allem als Autor von Kinder- und Jugendliteratur bekannt.

## Leben und Wirken
Wolfram Hänel besuchte die Leibnizschule in Hannover, seinerzeit noch ein reines Gymnasium für Knaben. Über seine von Angst durchzogene Schulzeit schrieb er später den autobiografisch geprägten Roman Klassentreffen. Bekenntnisse eines ehemaligen Oberschülers. Er studierte Deutsch und Englisch an der FU Berlin sowie an der Uni Hannover und schloss das Studium 1982 mit dem Ersten Staatsexamen für das Lehramt an Gymnasien ab. In den folgenden Jahren arbeitete er als Plakatmaler und Theaterfotograf (Landesbühne Hannover), Werbetexter, Studienreferendar, Spiele-Erfinder und Dramaturg, bevor er zu schreiben anfing.
Sein erstes Kinderbuch erschien 1987 (Willi Wolle) im Rowohlt Verlag. Mit dem Schwerpunkt auf Kinder- und Jugendliteratur sind bislang mehr als 150 Romane, Erzählungen und Bilderbücher von ihm erschienen und in insgesamt 30 Sprachen übersetzt worden. Von 1988 bis 1991 war er Hausautor an der Theaterwerkstatt Hannover (wichtigste Produktion: Aidsfieber, zusammen mit Peter Henze, Schauspieler: u. a. Heio von Stetten, Musiker: Laurent Simonetti). Sowohl als Kurt Appaz wie auch unter eigenem Namen wendete er sich mit mehreren Romanen und sechs Theaterstücken auch an Erwachsene. Ab 2014 veröffentlichte Hänel – zusammen mit Ulrike Gerold – unter dem Pseudonym Freda Wolff eine Skandinavien-Thriller-Reihe, das erste Hörbuch dazu wurde von Dietmar Bär eingelesen. 2015 hat er als Jan Andersen eine Abenteuerreihe (ab 10 Jahren) mit dem Serientitel Dusty gestartet. Parallel zur Serie erschien 2022 ein erster Spin Off mit Comic-Zeichnungen von Heribert Schulmeyer. Ebenfalls 2015 ist mit Haarmanns Erbe sein erster interaktiver Kriminalroman erschienen, bei dem die Leser der Hannoverschen Allgemeinen Zeitung die Handlung mitbestimmen und in verschiedenen Rollen selbst auftreten konnten. 2019 wechselte Hänel Verlag und Genre und veröffentlichte seither gemeinsam mit Ulrike Gerold im Ullstein Verlag zwei Familienromane, die in den 1950er Jahren spielen.
Hänel war von 1993 bis 2020 Mitglied im Friedrich-Bödecker-Kreis und ganzjährig mit Lesungen in Schulen und Bibliotheken unterwegs. Bei Lesungen aus seinen an Erwachsene gerichteten Büchern trat er u. a. auch gemeinsam mit den Schriftstellern Hartmut El Kurdi und Kersten Flenter sowie mit verschiedenen Schauspielern (u. a. Dietmar Bär, Max Tidof und Laetitia Mazzotti) wie auch mit dem Rockmusiker Arndt Schulz (ex-Jane, Gitarre und Gesang) auf.
Hänel wurde u. a. 2001 als „einer der vielschichtigsten Schriftsteller im deutschen Sprachraum“ mit dem Kurt-Morawietz-Literaturpreis und 2003 mit dem Friedrich-Gerstäcker-Preis ausgezeichnet.
Seit 2017 sind er und Ulrike Gerold Schirmherren des Ambulanten Kinder- und Jugendhospizdienstes Hannover. Seit 2020 ist Hänel als Nachfolger von Gudrun Pausewang Schirmherr des Literaturwettbewerbs der Stadt Burgdorf. Im November 2020 wurden Hänel und Gerold in das PEN-Zentrum Deutschland gewählt. Im Juni 2022 traten sie aus dem PEN Deutschland aus und gehörten zu den Mitgründern des PEN Berlin.
Wolfram Hänel hat mit der Dramaturgin Ulrike Gerold eine gemeinsame Tochter. Er lebt und arbeitet mit Gerold in Hannover und in Berlin-Kreuzberg, gelegentlich auch in der Nähe von Kilmore Quay im County Wexford von Irland.

## Auszeichnungen
- 1992: Dramatikerpreis des Bundes der Theatergemeinden (Bonn) zusammen mit Ingrid Hentschel für das Theaterstück Ca Ira! – Es war einmal eine Revolution (UA: Theaterwerkstatt Hannover, 1989)[9]
- 2001: Kurt-Morawietz-Literaturpreis
- 2003: Friedrich-Gerstäcker-Preis zusammen mit Ulrike Gerold für den Roman Irgendwo woanders
- 2003: Prix Chronos de Litterature
- 2020: Aufnahme in das PEN-Zentrum Deutschland

## Veröffentlichungen

### Bibliographie

#### Belletristik

##### Romane
- Kurt Appaz: 1975. Roman. Ullstein Verlag, 2007. ISBN 978-3-548-26884-2.

Unveränderte Wiederauflage: Wolfram Hänel: 1975 – Aus dem Leben eines langhaarigen Taugenichts. Roman. zu Klampen Verlag, 2021. ISBN 978-3-86674-807-1
- Kurt Appaz: Klassentreffen – Bekenntnisse eines ehemaligen Oberschülers. Roman. Ullstein, 2009. ISBN 978-3-548-26962-7.

Unveränderte Wiederauflage: Wolfram Hänel: Der Junge, der mit Jimi Hendrix tanzte – Eine Jugend in den 70er Jahren. Roman. zu Klampen Verlag, 2021. ISBN 978-3-86674-788-3
- Mary Padreigh: Die Französin und der Hummerfischer. Irland-Roman. Zus. mit Ulrike Gerold. NeoBooks/Droemer Knaur, 2012. ISBN 978-3-8476-0211-8.
- Allee unserer Träume. Familienroman. Zus. mit Ulrike Gerold. Ullstein, Berlin 2019. ISBN 978-3-548-29142-0.
- Ulrike Wolff: Die Dame vom Versandhandel. Familienroman. Zus. mit Ulrike Gerold. Ullstein, Berlin 2020. ISBN 978-3-548-06125-2
- Rollator Blues – Vielleicht muss man ja doch nicht sterben. Roman. zu Klampen Verlag, 2022. ISBN 978-3-86674-821-7

##### Kriminalromane / Thriller
- Kein Erbarmen. Kriminalroman. Zus. mit Ulrike Gerold. Zu Klampen Verlag, 2012. ISBN 978-3-86674-163-8
- Haarmanns Erbe. Kriminalroman. Zus. mit Ulrike Gerold. Zu Klampen Verlag, 2015. ISBN 978-3-86674-511-7
- Freda Wolff: Schwesterlein muss sterben. Thriller. Zus. mit Ulrike Gerold. Rütten und Loening/Aufbau Verlag, 2014. ISBN 978-3-352-00874-0
- Freda Wolff: Töte ihn, dann darf sie leben. Thriller. Zus. mit Ulrike Gerold. Rütten und Loening/Aufbau Verlag, 2015. ISBN 978-3-352-00674-6
- Freda Wolff: Nichts ist kälter als der Tod. Thriller. Zus. mit Ulrike Gerold. Aufbau Verlag, 2017, ISBN 978-3-7466-3332-9
- Der Tote vom Steintor. Kriminalroman. Zus. mit Ulrike Gerold. Emons Verlag, 2020, ISBN 978-3-7408-0949-2
- Giulia di Fano: Vier Signoras und ein Todesfall. Ein Rimini-Krimi. Zus. mit Ulrike Gerold. Droemer-Knaur, 2022. ISBN 978-3-426-52702-3
- World on Fire. Thriller zur Klimakatastrophe. cbt, 2022. ISBN 978-3-570-31471-5
- Rauhnächte. Sie werden dich jagen! Thriller. Zus. mit Ulrike Gerold. Fischer Verlag, 2022. ISBN 978-3-596-70698-3
- Giulia di Fano: Vier Signoras und ein pikantes Geheimnis. Ein Rimini-Krimi. Zus. mit Ulrike Gerold. Droemer-Knaur, 2023. ISBN 978-3-426-52703-0
- Fastenzeit. Thriller. Zus. mit Ulrike Gerold. Fischer Verlag, Frankfurt 2023. ISBN 978-3-10-491766-5
- Wallfahrt - Der Tod wird dich erlösen. mit Ulrike Gerold. Fischer, Frankfurt 2024, ISBN 978-3-596-70954-0.

#### Kinder- und Jugendliteratur

##### Bilderbücher
- Mimmi an der Nordsee. Mit Bildern von Eva Wenzel-Bürger. Carlsen Verlag, 1992. ISBN 978-3-551-03649-0
- Ein Huhn haut ab. Mit Bildern von Annet Rudolph. Wolfgang Mann Verlag, 1993. ISBN 978-3-926740-61-8
- Romeo liebt Julia: Eine Geschichte von Liebe, Flucht und Abenteuer. Mit Bildern von Christa Unzner. Nord-Süd, Gossau Zürich, 1995. ISBN 978-3-314-00706-4
- Das Gold am Ende des Regenbogens. Mit Bildern von Loek Koopmans. Nord-Süd, Gossau Zürich, 1997. ISBN 978-3-314-00776-7
- Das Weihnachtswunschtraumbett. Mit Bildern von Ursula Kirchberg. Nord-Süd, Gossau Zürich, 1999. ISBN 978-3-314-00891-7
- Wie der Zauberlehrling die Pommes frites erfand. Mit Bildern von Wolfgang Slawski. Nord-Süd, Gossau Zürich, 2000. ISBN 978-3-314-00945-7
- Oskar, der kleine Elefant. Mit Bildern von Christina Kadmon. Nord-Süd, Gossau Zürich, 2000. ISBN 978-3-314-00865-8
- Oskar der kleine Elefant haut ab!. Mit Bildern von Christina Kadmon. Nord-Süd, Gossau Zürich, 2001. ISBN 978-3-314-01063-7
- Der Kleine Häwelmann. Mit Bildern von Beate Mizdalski. Nord-Süd, Gossau Zürich, 2002. ISBN 978-3-314-00880-1
- Als die Schneemänner Weihnachten feierten. Mit Bildern von Uli Waas. Nord-Süd, Gossau Zürich 2004. ISBN 3-314-01257-8
- Der Sonnenmann. Mit Bildern von Heike Ellermann. Beltz Verlag, 2005. ISBN 978-3-407-79340-9
- Fröhliche Weihnachten, kleiner Schneemann!. Mit Bildern von Uli Waas. Nord-Süd, Gossau Zürich 2006. ISBN 3-314-01502-X
- Paul macht Kopfstand. Mit Bildern von Alex de Wolf. Bohem Press, 2009. ISBN 978-3-85581-474-9
- Fröhliche Weihnachten mit Familie Maus. Mit Bildern von Judith Rossell. Nord-Süd, Gossau Zürich 2011. ISBN 978-3-314-10034-5
- Hast du den Troll gesehen?. Mit Bildern von Constanze von Kitzing. Sauerländer 2013. ISBN 978-3-7373-6159-0
- Wozu braucht man eigentlich einen Papa?. Mit Bildern von Stefanie Reich. Baumhaus 2014. ISBN 978-3-8339-0295-6
- Als die Schneemänner Weihnachten feierten. Adventskalender in 24 Büchlein. Madsack Medien/HAZ, Hannover 2016 ISBN 978-3-946544-01-2
- In der Weihnachtsmann-Schule. Adventskalender in 24 Büchlein. Madsack Medien/HAZ, Hannover 2017 ISBN 978-3-946544-09-8
- Lara Anders: Weihnachtsfest bei der Eule. Bilderbuch mit echten Briefen zum Herausnehmen. Edel Kids Books, 2020. ISBN 978-3-96129-171-7
- Hier kommt Pupsermän. Mit Bildern von Meike Töpperwien. Penguin Junior, 2022. ISBN 978-3-328-30081-6

##### Erstlesebücher
- LeseMax: Charlotte will Reiten lernen – Pferdegeschichten. Arena Verlag, Würzburg 2001, ISBN 3-401-05238-1.
- Rittergeschichten. Arena Verlag, Würzburg 2001, ISBN 3-401-05260-8.
- Das verschwundene Handy. Arena Verlag, Würzburg 2005, ISBN 3-401-08735-5.
- Hol Hilfe, Scottie! Mit Bildern von Ulrike Heyne. Pestalozzi Verlag, Köln 2006, ISBN 3-614-31012-4.
- Die schönsten Erstlesegeschichten. Mit Bildern von Claudia Fries. Fischer Schatzinsel Verlag, Frankfurt am Main 2007, ISBN 978-3-596-80668-3.
- Zu zweit leichter lesen lernen, Band 7: Der 24. Weihnachtsmann. Mit Bildern von Markus Grolik. Carlsen Verlag, Hamburg 2011, ISBN 978-3-551-65157-0.
- Jan Andersen: Dusty. Gut gebellt, kleiner Hund! cbj, München 2021, ISBN 978-3-570-17879-9.

Ich lese selber-Reihe
- Der kleine Mann und der Bär. Mit Bildern von Jean-Pierre Corderoc'h. Nord-Süd Verlag, Gossau 1993, ISBN 3-314-00608-X.
- Waldemar und die weite Welt. Mit Bildern von Christa Unzner. Nord-Süd Verlag, Gossau 1993, ISBN 3-314-00921-6.
- Mia, die Strandkatze. Eine Feriengeschichte. Mit Bildern von Kirsten Höcker. Nord-Süd Verlag, Gossau 1994, ISBN 3-314-00646-2.
- Lila und der regenbogenbunte Dinosaurier. Mit Bildern von Alex de Wolf. Nord-Süd Verlag, Gossau 1994, ISBN 3-314-00652-7.
- Romeo liebt Julia. Mit Bildern von Christa Unzner. Nord-Süd-Verlag, 1995. ISBN 978-3-314-00009-6
- Anna Nass – Die Neue kommt!. Mit Bildern von Christa Unzner. Nord-Süd-Verlag, 1995. ISBN 978-3-314-00916-7
- Anders hat sich verlaufen. Ein ungewöhnliches Abenteuer. Mit Bildern von Alex de Wolf. Nord-Süd-Verlag, 1996. ISBN 978-3-314-00762-0
- Anna Nass küsst Alexander. Mit Bildern von Christa Unzner. Nord-Süd-Verlag, 1996. ISBN 978-3-314-00847-4
- Eine Falle für Familie Bär. Mit Bildern von Jean-Pierre Corderoc'h. Nord-Süd-Verlag, 1997. ISBN 978-3-314-00771-2
- Angst um Abby. Mit Bildern von Alan Marks. Nord-Süd-Verlag, 1997. ISBN 978-3-314-00930-3
- Die Räuber vom Geistermoor. Von Räubern, Dieben, Detektiven. Mit Bildern von Monika Broeske. Nord-Süd-Verlag, 1998. ISBN 978-3-314-00842-9
- Willi, der Strandhund. Mit Bildern von Kirsten Höcker. Nord-Süd-Verlag, 1998. ISBN 978-3-314-00847-4
- Schiffshund in Not. Mit Bildern von Ulrike Heyne. Nord-Süd Verlag, 1999. ISBN 978-3-314-00899-3
- Lisa hat einen Unfall. Mit Bildern von Ann de Bode. Nord-Süd-Verlag, 2000. ISBN 978-3-314-00974-7
- Ein Hund kommt nicht ins Haus. Mit Bildern von Uli Waas. Nord-Süd-Verlag, 2001. ISBN 978-3-314-00976-1
- Ferien mit Oma. Mit Bildern von Christa Unzner. Nord-Süd-Verlag, 2002. ISBN 978-3-314-00975-4

Lila Lesestier-Reihe
- Ein Pferd für Runder Mond – Indianergeschichten. Arena Verlag, 1997. ISBN 978-3-401-04648-8
- Miri findet einen Seehund – Feriengeschichten. Arena Verlag, 1998. ISBN 978-3-401-04529-0
- Kittys erste Reitstunde – Pferdegeschichten. Arena Verlag, 2000. ISBN 978-3-401-04027-1

Sonne, Mond und Sterne-Reihe
- Kleines Pony Fleck. Mit Bildern von Marina Rachner. Oetinger Verlag, 2005. ISBN 978-3-7891-0615-6
- Pony Fleck und der Pferdeflüsterer. Mit Bildern von Marina Rachner. Oetinger Verlag, 2006. ISBN 978-3-7891-0632-3
- Pony Fleck in Gefahr. Mit Bildern von Marina Rachner. Oetinger Verlag, 2007. ISBN 978-3-7891-0638-5
- Pony Fleck – Abenteuer am Meer. Mit Bildern von Marina Rachner. Oetinger Verlag, 2008. ISBN 978-3-7891-0646-0
- Pony Fleck – Weihnachten im Stall. Mit Bildern von Marina Rachner. Oetinger Verlag, 2010. ISBN 978-3-7891-0656-9
- Pony Fleck – Allein im Gewittersturm. Mit Bildern von Mara Burmester. Oetinger Verlag, 2012. ISBN 978-3-7891-0745-0
- Pony Fleck – Das schnellste Fohlen der Welt. Mit Bildern von Mara Burmester. Oetinger Verlag 2013. ISBN 978-3-7891-2329-0
- Irik, der Wikinger. Der Große Sturm. Mit Bildern von Silke Brix. Oetinger Verlag, 2010. ISBN 978-3-7891-0657-6
- Irik, der Wikinger. Gefahr im Nebelmoor. Mit Bildern von Silke Brix. Oetinger Verlag, 2010. ISBN 978-3-7891-0728-3

##### Erzählungen und Romane
- Willi Wolle. Mit Bildern von Cleo-Petra Kurze. Rowohlt Verlag, 1987. ISBN 978-3-499-20485-2
- Die Teddybären-Bande. Mit Bildern von Cleo-Petra Kurze. Leiv Verlag, 1988. ISBN 978-3-928885-62-1
- Mein Schwein, die drei Räuber, Jochen und ich. Mit Bildern von Ralf Butschkow. Aare Verlag, 1997. ISBN 978-3-7260-0475-0
- Lasse und das Geheimnis der Leuchtturmwärter. Aare Verlag, 1998. ISBN 978-3-7260-0502-3
- Geheimpirat Herr Holtermann. Aare Verlag, 1999. ISBN 978-3-7260-0527-6
- Papas konkurrenzlose Katastrophen. cbt Verlag, 2002. ISBN 978-3-570-12651-6
- Irgendwo woanders. Zus. mit Ulrike Gerold. Beltz Verlag, 2002. ISBN 978-3-89106-420-7
- Hilfe, mein Vater ist Pirat!. cbt Verlag, 2003. ISBN 978-3-570-21044-4
- Robbie will wieder nach Hause. Mit Bildern von Wilfried Gebhard. cbj Verlag, 2004. ISBN 978-3-570-12752-0
- Die Fahrradklauer. Zus. mit Ulrike Gerold. Carlsen Verlag, 2009. ISBN 978-3-551-55451-2
- Die Räuber vom Geisterwald. Mit Bildern von Patrick Wirbeleit. Sauerländer Verlag, 2011. ISBN 978-3-7941-6190-4
- Keine Chance für Gangsta. Entscheidungsgeschichte. Zus. mit Ulrike Gerold. Hase und Igel Verlag, 2011. ISBN 978-3-86760-133-7
- Ein Hund namens Hausschuh. Eine Weihnachtsgeschichte. Zus. mit Ulrike Gerold. Baumhaus Verlag, 2011. ISBN 978-3-8432-0040-0
- Ein Hund namens Hausschuh. Eine Feriengeschichte. Zus. mit Ulrike Gerold. Baumhaus Verlag, 2014. ISBN 978-3-8432-1074-4
- Mein Katastrophen-Papa. meine neue Freundin und ich. Baumhaus Verlag, 2012. ISBN 978-3-8432-1026-3
- Lasses total verrückte Weihnachtswette. Zus. mit Ulrike Gerold. Weihnachtsgeschichte. Hase und Igel Verlag, 2013. ISBN 978-3-86760-089-7
- Die verrückte Viererbande – Ein Schaf macht Scherereien. Edel Kids Books, 2018. ISBN 978-3-96129-009-3
- Die verrückte Viererbande – Eine große Schweinerei. Edel Kids Books, 2018. ISBN 978-3-96129-016-1
- Jan Andersen: Kleiner Wolf – Auf die Pfoten, fertig, los! cbj, 2018. ISBN 978-3-570-17549-1
- Jan Andersen: Kleiner Wolf – Ziemlich beste Hundefreunde. cbj, 2019. ISBN 978-3-570-17655-9
- Wie der Weihnachtsmann beinahe das Weihnachtsfest verpasste. cbj, 2019. ISBN 978-3-570-17667-2
- Schöne Weihnachten, kleiner Schneemann. cbj, 2020. ISBN 978-3-570-17668-9
- Streusel unterm Weihnachtsbaum. Edel Kids Books, 2021. ISBN 978-3-96129-214-1
- Sörlandet - Die Falle der Elchjäger. Abenteuerroman. Karibu/Edel, 2023. ISBN 978-3-96129-321-6

Dusty-Reihe
- Jan Andersen: Dusty. Freunde fürs Leben. München: cbj, 2015, ISBN 978-3-570-17139-4
- Jan Andersen: Dusty in Gefahr.  München: cbj, 2016, ISBN 978-3-641-19660-8
- Jan Andersen: Dusty komm nach Hause. München: cbj, 2017, ISBN 978-3-570-17414-2
- Jan Andersen: Dusty und das Winterwunder. München: cbj, 2018, ISBN 978-3-570-17556-9
- Jan Andersen: Dusty – Gefährliche Ferien. München: cbj, 2020, ISBN 978-3-570-17742-6
- Jan Andersen: Dusty ist der Beste. München: cbj, 2020, ISBN 978-3-570-17748-8
- Jan Andersen: Dusty – Spurlos verschwunden! München: cbj, 2021, ISBN 978-3-570-17867-6
- Jan Andersen: Dusty – Zwei auf heißer Fährte. Mit Comic-Zeichnungen von Heribert Schulmeyer. München: cbj, 2022, ISBN 978-3-570-17868-3
- Jan Andersen: Dusty – Verräterische Spuren. München: cbj, 2023, ISBN 978-3-570-18065-5

Jojo-Reihe
- Jojo und sein erster Fall. Detektivgeschichte. Zus. mit Ulrike Gerold. Hase und Igel Verlag, 2011. ISBN 978-3-86760-151-1
- Jojo und der verschwundene Hund. Detektivgeschichte. Zus. mit Ulrike Gerold. Hase und Igel Verlag, 2012. ISBN 978-3-86760-152-8
- Jojo und die Autodiebe. Detektivgeschichte. Zus. mit Ulrike Gerold. Hase und Igel Verlag, 2012. ISBN 978-3-86760-153-5
- Jojo und das geklaute Handy. Detektivgeschichte. Zus. mit Ulrike Gerold. Hase und Igel Verlag, 2014. ISBN 978-3-86760-170-2

Paul und Prinzessin-Krimireihe
- Die Sache mit den Weihnachtsmännern. Ein Großstadt-Krimi. Mit Bildern von Bengt Fosshag. Gerstenberg Verlag, 2001. ISBN 978-3-8067-4297-8
- Der Tag, an dem Lehrer Roth verschwand. Ein Fall für Paul und Prinzessin. Mit Bildern von Bengt Fosshag. Gerstenberg Verlag, 2001. ISBN 978-3-8067-4927-4
- Auf der anderen Seite der Schlucht. Ein Fall für Paul und Prinzessin. Mit Bildern von Bengt Fosshag. Gerstenberg Verlag, 2002. ISBN 978-3-8067-4981-6

Weihnachtskrimi-Reihe
- Der dritte Weihnachtsmann: Ein Weihnachtskrimi in 24 Kapiteln. Mit Bildern von Birgit Schössow. cbj Verlag, 2003. ISBN 978-3-570-21614-9
- Die Weihnachtsmarktbande: Ein Weihnachtskrimi in 24 Kapiteln. Mit Bildern von Birgit Schössow. cbj Verlag, 2004. ISBN 978-3-570-12833-6
- Ein Weihnachtsmann zu viel: Ein Weihnachtskrimi in 24 Kapiteln. Mit Bildern von Birgit Schössow. cbj Verlag, 2005. ISBN 978-3-570-12987-6
- Der große Weihnachtsklau: Ein Weihnachtskrimi in 24 Kapiteln. Mit Bildern von Silke Brix. cbj Verlag, 2006. ISBN 978-3-570-13194-7
- Drei Engel für den Weihnachtsmann: Ein Weihnachtskrimi in 24 Kapiteln. Mit Bildern von Silke Brix. cbj Verlag, 2007. ISBN 978-3-570-13307-1
- Der verschwundene Weihnachtsmann: Ein Weihnachtskrimi in 24 Kapiteln. Mit Bildern von Silke Brix. cbj Verlag, 2008. ISBN 978-3-570-13452-8
- Ein Fall für die Weihnachtsdetektive: Ein Weihnachtskrimi in 24 Kapiteln. Mit Bildern von Silke Brix. cbj Verlag, 2009. ISBN 978-3-570-13728-4
- Das große Weihnachtsmann-Geheimnis: Zwei Weihnachtskrimis in einem Band. Mit Bildern von Silke Brix. cbj Verlag, 2011. ISBN 978-3-570-15363-5
- Die geheimnisvollen Weihnachtspäckchen: Ein Weihnachtskrimi in 24 Kapiteln. Mit Bildern von Susanne Göhlich. cbj Verlag, 2014. ISBN 978-3-570-15841-8
- Drei Weihnachtsengel auf heißer Spur: Ein Weihnachtskrimi in 24 Kapiteln. Mit Bildern von Susanne Göhlich. cbj Verlag, 2017. ISBN 978-3-570-17415-9
- Drei Weihnachtsengel retten das Fest: Ein Weihnachtskrimi in 24 Kapiteln. Mit Bildern von Susanne Göhlich. cbj Verlag, 2018. ISBN 978-3-570-17557-6

##### Jugendbücher
- Giftiges Gold oder Großvaters Esel. Beltz Verlag, 1997. ISBN 978-3-89106-319-4
- Die wilden Ponys von Dublin. Beltz Verlag, 1998. ISBN 978-3-407-78526-8
- Lola und Glatze oder Ein Loch um den Himmel zu sehen. Aare Verlag, 1997. ISBN 978-3-7260-0490-3
- Alk – Außer Kontrolle. Arena Verlag, 2004. ISBN 978-3-401-02718-0
- Du bist doch nur noch zugekifft! (K.L.A.R. Taschenbuch). Verlag an der Ruhr, 2007. ISBN 978-3-8346-0326-5
- Wer war Robin Hood?. Roman-Biografie. Zus. mit Ulrike Gerold. Jacoby & Stuart Verlag, 2009. ISBN 978-3-941087-28-6
- Wer war Grace O'Malley?. Roman-Biografie. Zus. mit Ulrike Gerold. Jacoby & Stuart Verlag, 2009. ISBN 978-3-941087-27-9
- Vollpfosten hoch Zwei. Liebesroman. Zusammen mit K.C.Bergh. Sauerländer Verlag, 2012. ISBN 978-3-411-80955-4
- Küssen ist die beste Methode, Jungs zum Schweigen zu bringen!. Mädchenroman. Sauerländer Verlag, 2012. ISBN 978-3-411-81100-7
- Störfall in Reaktor 1. Thementhriller. cbt Verlag, 2012. ISBN 978-3-570-30795-3
- Eskaliert. Thementhriller. cbt Verlag, 2012. ISBN 978-3-570-30768-7
- World on Fire. Thementhriller. cbt Verlag, 2022. ISBN 978-3-570-31471-5

Deutsch-englische Geschichten
- Vorsicht – strong currents!: Eine deutsch-englische Geschichte. Rowohlt Taschenbuch Verlag, 2006. ISBN 978-3-499-21366-3
- Hilfe – lost in London!: Eine deutsch-englische Geschichte. Rowohlt Taschenbuch Verlag, 2007. ISBN 978-3-499-21409-7
- Achtung, Steilklippe! – Trouble in Wales: Eine deutsch-englische Geschichte. Rowohlt Taschenbuch Verlag, 2009. ISBN 978-3-499-21485-1

##### Sachbücher
- Das will ich wissen: In der Schule. Zus. mit Ulrike Gerold, mit Bildern von Angela Weinhold. Arena Verlag, 1998. ISBN 978-3-401-04800-0
- Das will ich wissen: Der Hafen. Zus. mit Ulrike Gerold, mit Bildern von Peter Nieländer. Arena Verlag, 1999. ISBN 978-3-401-04801-7
- Die Räuber kommen. Zus. mit Ulrike Gerold, mit Bildern von Markus Grolik. KBV Luzern, 1999. ISBN 978-3-276-00197-1
- Das will ich wissen: Beim Zahnarzt. Zus. mit Ulrike Gerold, mit Bildern von Annette Fienieg. Arena Verlag, 2001. ISBN 978-3-401-04777-5
- Das will ich wissen: Haie und Raubfische. Zus. mit Ulrike Gerold, mit Bildern von Milada Krautmann. Arena Verlag, 2001. ISBN 978-3-401-05149-9
- Das will ich wissen: Vulkane und Erdbeben. Zus. mit Ulrike Gerold, mit Bildern von Milada Krautmann. Arena Verlag, 2001. ISBN 978-3-401-05193-2
- Mein Wissen, meine Welt: So lebten die Ritter. Zus. mit Ulrike Gerold. Arena Verlag, 2001. ISBN 978-3-401-05122-2
- Mein Wissen, meine Welt: Der Sternenhimmel. Zus. mit Ulrike Gerold. Arena Verlag, 2002. ISBN 978-3-401-05311-0
- Ein Pferd für mich. Sachbuch. Zus. mit Hilkje Hänel. Beltz Verlag, 2003. ISBN 978-3-407-75519-3
- Paul blinkt SOS. Mit Bildern von Gerhard Schröder. Zus. mit Ulrike Gerold. Carlsen Verlag, 2008. ISBN 978-3-551-06407-3
- Ein Fall für die Feuerwehr. Zus. mit Ulrike Gerold. Carlsen Verlag, 2008. ISBN 978-3-551-06522-3
- Niedersachsen. Zus. mit Ulrike Gerold. Hase und Igel Verlag, 2015. ISBN 978-3-86760-943-2

##### Rundfunk
- Zwerge versetzen oder Der Goldschatz am Ende des Regenbogens. Zusammen mit Hartmut El Kurdi. DeutschlandRadio Kultur, Erstsendung: 1. Januar 2015.
- Der Junge, der unbedingt zu Fuß gehen wollte. Kakadu (Deutschlandfunk Kultur), Erstsendung: 1. Juli 2018.

#### Reiseführer
- Irland. Reiseführer. Zus. mit Ulrike Gerold. Fotos: Ulrich Ahrensmeier. Walter Verlag, 1990. ISBN 978-3-451-22716-5
- Irland – Insel der Heiligen. Bildband. Zus. mit Ulrike Gerold. Fotos: Werner Richner. G. Braun Buchverlag, 1998. ISBN 978-3-7650-8147-7
- Die Queen in Hannover. Reiseführer. Zus. mit Ulrike Gerold und Achim Uhlenhut. Leuenhagen & Paris, 2009. ISBN 978-3-923976-64-5
- Unterm Schwanz und ümme Ecke – Wo die wilden Welfen wohnen. Reiseführer. Zus. mit Ulrike Gerold. Hannover-Stadtbuch. Fotos Wolfram Hänel. Gmeiner Verlag, 2015. ISBN 978-3-8392-1705-4

### Bühne

#### Theaterstücke für Erwachsene
- Ca Ira! – Es war einmal eine Revolution. Zusammen mit Ingrid Hentschel. Musik von Bettina Schröder. Gustav Kiepenheuer Bühnenvertrieb, 1990; UA: Theaterwerkstatt Hannover, 1989[9]
- Die Eier des Kolumbus. Hartmann & Stauffacher, 1992. UA: Theater Bleichgesichter, Hannover 1992
- Das Meer im Bauch. Gustav Kiepenheuer Bühnenvertrieb, 1995. UA: Theater im Werftpark, Kiel, 1995
- Schmiereck, Strotzeck und Klackler – Zwei Männer kommen aus der Kneipe. Stückgut Bühnen- und Musikverlag, 2002
- Kurt Appaz: Der Mann, der mit Jimi Hendrix tanzte oder Sogar für die Revolution braucht man Profis. Stückgut Bühnen- und Musikverlag, 2010. UA: Staatstheater Darmstadt im April 2011
- Ich, Leon und Leena. Stückgut Bühnen- und Musikverlag, 2011. UA: Theater Itzehoe 2016

#### Theaterstücke für Kinder und Jugendliche
- Max lässt die Sau raus. Verlag der Autoren, 1987
- Ohne Prinzessin läuft gar nichts. Gustav Kiepenheuer Bühnenvertrieb, 1987. UA: Theater im Pott, Oberhausen, 1989
- Aidsfieber. (zusammen mit Peter Henze). Gustav Kiepenheuer Bühnenvertrieb, 1988. Musik von Laurent Simonetti. UA: Theaterwerkstatt Hannover, 1988
- Der kleine Häwelmann. Gustav Kiepenheuer Bühnenvertrieb, 1990
- Alk – Außer Kontrolle. Felix Bloch Erben, 2012. Für die Bühne eingerichtet von Sabrina Ullrich. UA: Westfälisches Landestheater Castrop-Rauxel, 2012
- Der Trollspion. Henschel Schauspiel Theaterverlag, 2012. UA: Stadttheater Erlangen 2013.
- Zwerge versetzen oder Der Goldschatz am Ende des Regenbogens. (zusammen mit Hartmut El Kurdi). Henschel Schauspiel Theaterverlag, 2013. UA: KJT/Staatstheater Dortmund 2014.
- Hilfe – Lost in London. Klassenzimmerstück. Rowohlt Theaterverlag 2015. Für die Bühne eingerichtet von Sabrina Ullrich. UA: Westfälisches Landestheater Castrop-Rauxel, 2016.
- Ein Huhn haut ab oder Wenn der Fuchs kommt muss man fliegen. Musical für Kinder. Henschel Schauspiel Theaterverlag, 2015. UA: Statt-Theater Vegesack, 2016.
- Zugekifft. Henschel Schauspiel Theaterverlag, 2016. Für die Bühne eingerichtet von Sabrina Ullrich. UA: Westfälisches Landestheater Castrop-Rauxel, 2016.
- Schöne Weihnachten, kleiner Schneemann. Henschel Schauspiel Theaterverlag, 2017.

### Diskografie

#### Hörbücher
- Schwesterlein muss sterben. Thriller, gelesen von Dietmar Bär. Audio Media Verlag, 2014. ISBN 978-3-86804-806-3.

#### Hörbücher für Kinder und Jugendliche
- Kleines Pony Fleck. Oetinger Verlag, 2006. ISBN 978-3-7891-0123-6
- Pony Fleck und der Pferdeflüsterer. Oetinger Verlag, 2006. ISBN 978-3-7891-0267-7
- Du hast angefangen! Nein, du! – Geschichten vom Streiten und Vertragen. Gelesen von Katja Riemann. Patmos Verlag, 2006. ISBN 978-3-491-24117-6
- Ein Goldfisch in der Hundehütte. Radioropa, 2006. ISBN 978-3-86667-567-4
- Pony Fleck in Gefahr. Oetinger Verlag, 2007. ISBN 978-3-7891-0359-9
- Die schönsten Rittergeschichten. Jumbo Medien, 2007. ISBN 978-3-8337-1915-8
- Das Kind, das dauernd Kopfstand machte. Wolfram Hänel liest eigene Texte. ABC-Roxxon-Medienservice, 2008. ISBN 978-3-00-019889-2
- Unsere Erde – Vulkane und Erdbeben. Audio Media, 2008. ISBN 978-3-86804-031-9
- Wer war Robin Hood?. Auditorium Maximum, 2010. ISBN 978-3-534-60158-5